# Бугатти, Оттавио
Оттавио Бугатти (итал. Ottavio Bugatti; 25 сентября 1928, Лентате-суль-Севезо, Ломбардия — 13 сентября 2016, Сан-Пеллегрино-Терме, Ломбардия) — итальянский футболист, игравший на позиции вратаря.

## Карьера

### Клубная
Профессиональную карьеру начал в 1949 году в клубе «Сереньо», в котором провёл 2 сезона. В 1951 году перешёл в «СПАЛ», за который сыграл в 72 матчах. Через 2 года стал игроком «Наполи». За команду из Неаполя Бугатти провёл 256 матчей (13-й результат за всю историю клуба). В 1961 году подписал контракт с «Интернационале», с которым дважды стал национальным чемпионом. В миланском клубе выполнял роль запасного вратаря и в 1965 завершил карьеру.

### Сборная
Дебют за национальную сборную Италии состоялся 16 июля 1952 в матче против сборной США. Был включен в состав на Олимпийские игры 1952 в Хельсинки. Всего Бугатти провёл 7 матчей за сборную

## Достижения
- Чемпион Италии: 1962/63, 1964/65
- Обладатель Кубка европейских чемпионов: 1963/64, 1964/65
- Обладатель Межконтинентального кубка: 1964, 1965

## Фильмография
Бугатти также принял участие в комедийном фильме «Страшный суд».